# ینسیدیه
ینسیدیه (به نروژی: Gjensidige) شرکت خدمات مالی و بیمه نروژی است، که در سال ۱۶۸۹ در شهر نس، نروژ تأسیس شد. شرکت ینسیدیه با در اختیار داشتن بیش از ۳۲٪ از سهم بازار بیمه نروژ، بزرگترین ارائه‌دهنده خدمات بیمه در این کشور به‌شمار می‌آید.
امروزه دفتر مرکزی این شرکت در شهر اسلو قرار دارد و بخشی از سهام آن در بازار بورس اوراق بهادار اسلو معامله می‌شود. ۱۷۶ شعبه خدمات بیمه ینسیدیه در کشورهای نروژ، دانمارک و سوئد مستقر می‌باشند و دارای بیش از ۱٫۵ میلیون مشترک در کشورهای حوزه اسکاندیناوی است. شرکت ینسیدیه مالکیت ۲۴ درصد از سهام شرکت استوربرند (دیگر شرکت بزرگ بیمه در نروژ) را در اختیار دارد.